# 2024年1月2日烏克蘭導彈襲擊

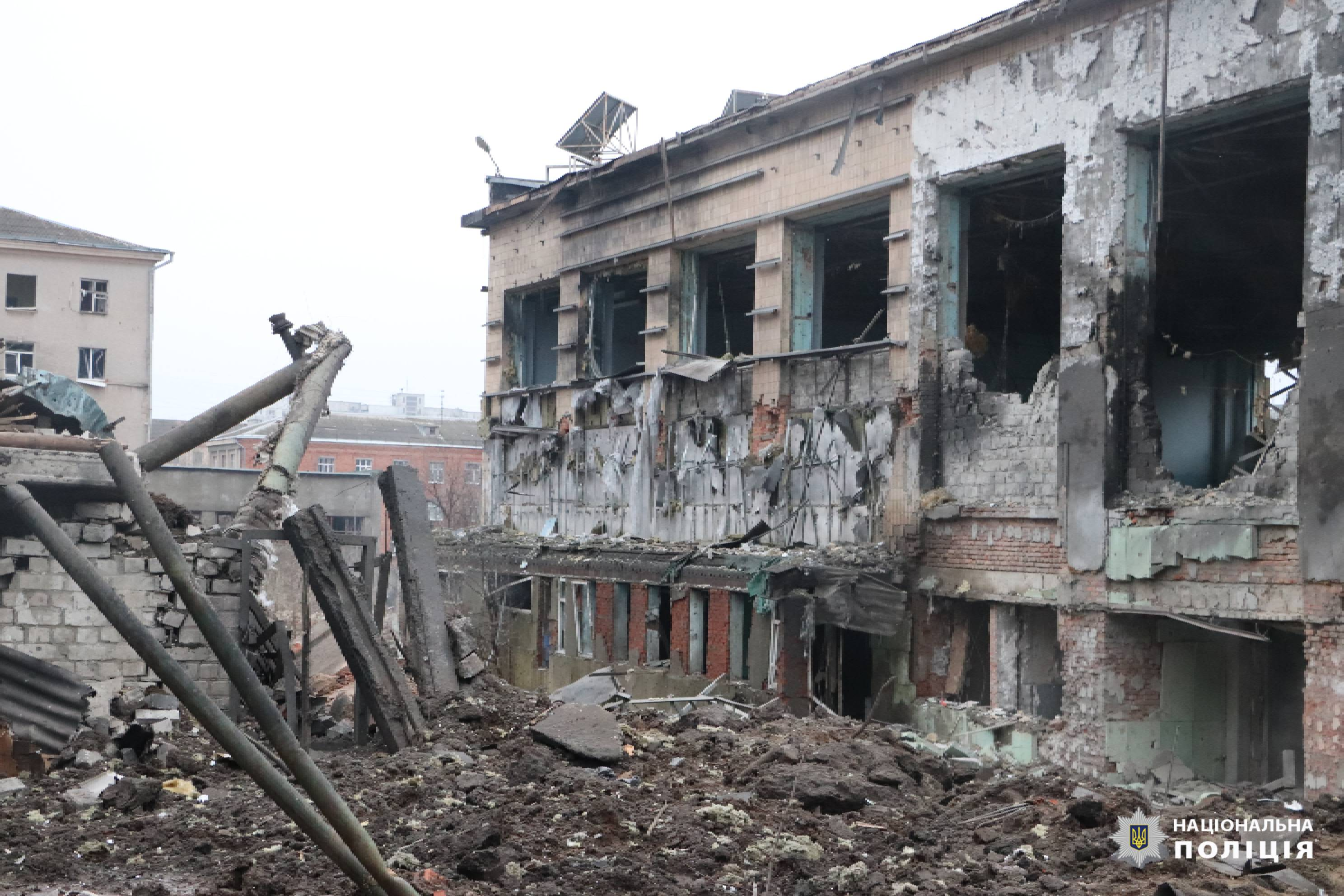
哈爾科夫被襲

2024年1月2日，烏克蘭遭受了俄罗斯大規模的導彈襲擊。烏克蘭空軍表示，俄羅斯向烏克蘭發射35架無人機、4枚S-300導彈發射、至少70枚Kh-101/Kh-555/Kh-55導彈、10枚匕首導彈、3枚3M-54導彈、12枚S-300/S-400/伊斯坎德爾導彈及4枚Kh-31P導彈，共發射99枚導彈，主要針對基輔及哈爾科夫。截至早上11點，防空部隊擊落35架無人機、10枚匕首導彈、59枚Kh-101/Kh-555/Kh-55導彈及3枚口徑導彈，共擊落72枚導彈。烏克蘭武裝部隊總司令扎盧日內表示，成功用愛國者防空系統擊落10枚匕首導彈，打破以往紀錄。烏克蘭國家安全局表示，在大規模襲擊後，拆除基輔市2台線上監控攝像頭，懷疑被俄羅斯駭客入侵，導致俄羅斯特種部門能用於監視烏克蘭軍隊，記錄防空系統運作以及關鍵基礎設施的位置。

## 受襲情況

### 基輔
基輔市長表示，一棟多層住宅樓遭擊中，至少造成3名平民死亡，50名平民受傷。市内亦有25萬戶停電。

### 哈爾科夫
哈爾科夫市長表示，導彈擊中多個住宅，造成至少3名平民死亡，62名平民受傷，其中包括6名兒童。

## 反應
- 乌克兰總統澤連斯基向空襲遇難者的家人和朋友表示哀悼。他表示，俄羅斯必須感受到其恐怖主義行為帶來的報應。[11]
- 立陶宛總統瑙塞達和 拉脫維亞總統林克維奇斯分別在社交網站上，呼籲為烏克蘭提供更多防空系統。瑙塞達表示，烏克蘭人用西方提供的防空能力創造奇蹟，但他們需要更多。林克維奇斯則表示，新年慶祝活動已經結束，西方必須認真起來，現在就採取行動，又指出俄羅斯對基輔又一起殘酷的空襲，無辜平民再次成為俄羅斯恐怖主義的受害者。[12]
- 波蘭外交部長拉多斯瓦夫·西科爾斯基呼籲向烏克蘭提供遠端導彈，並對俄羅斯實施更嚴格的制裁，以應對最近對烏克蘭城市的大規模襲擊。[13]
- 波蘭出動F-16戰鬥機保護領空。[14]

## 另見
- 2022年俄羅斯入侵烏克蘭時對平民的襲擊
- 2022年俄罗斯入侵乌克兰的战争罪行
- 2023年12月烏克蘭導彈襲擊